# Ascensión (Buenos Aires)
Ascensión es una localidad del Partido de General Arenales, Provincia de Buenos Aires, Argentina; ubicada a 27 kilómetros de la localidad de General Arenales.

## Toponimia
Existen interpretaciones diversas respecto a la definición del nombre que le fue dado a esta localidad:
- Una de ellas es la que hace el investigador Udaondo, haciendo referencia al hecho milagroso de la ascensión del señor Jesús : Et Dominus quidem Jesus postquam locutus est assumptus est in caelum et sedet a dextris Dei (Mc. 16:19).
- Otra, la que manifiestan los descendientes de la familia Bonorino, hace referencia a que el nombre fue dado por una antecesora, Doña Ascensión Pineda de Bonorino, quien fuera la esposa de uno de los primeros pobladores.[1]

## Población
Cuenta con 4,179 habitantes (Indec, 2010), lo que representa un incremento del 1,7% frente a los 4,109 habitantes (Indec, 2001) del censo anterior.
| Gráfica de evolución demográfica de Ascensión entre 1960 y 2010 |
|                                                                 |
| Fuentes: INDEC                                                  |

## Historia
- El 1 de febrero de 1890, es aprobado el trazado del pueblo, el 16 de julio se hace entrega de solares a título gratuito.
- En 1894 se establece un destacamento policial.
- En 1895 se inaugura la primera escuela, denominándose Escuela N.º 3.
- En el año 1906 se inaugura la oficina de telégrafos.
- En 1911 se inaugura el servicio ferroviario, lo que produce progreso para la localidad.
- En septiembre del año 1922, se creó la Escuela N.º 6.
- En 1986 la localidad de Ascensión es declarada ciudad.
- El 1 de febrero de 1990, fueron los festejos por los cien años de la ciudad.

## Delegación Municipal
En la delegación municipal se atienden diversos trámites comunitarios del quehacer diario y además la delegación de la ANSES (Administración Nacional de la Seguridad Social).

## Banco Provincia, sucursal Ascensión
Se encuentra ubicado sobre la avenida San Martín, unas de las principales arterias de la localidad, el mismo está dotado de un cajero automático.

## Escuelas, colegios y jardines de infantes
- Escuela N.º 3 "Pedro B. Palacios", centenaria, fundada en agosto de 1894, su primera directora fue Margarita Fracchia.
- Escuela N.º 6 "Juan B. Alberdi" en Estación Ascensión.
- Escuela de educación Secundaria N.º 2.con tres turnos. Una extensión en la localidad de Fortín Tiburcio y otra en Estación Ascensión, cuenta con una cooperativa escolar y una radio FM.
- El colegio Nuestra Señora de Ascensión fue fundado en el año 1961 por iniciativa de las autoridades eclesiásticas del lugar, destacándose el cura párroco, reverendo Juan París Etulián.
- El Jardín de Infantes N.º 904 "Gabriela Mistral", se inauguró en mayo de 1964.
- Jardín de Infantes N.º 905 "Alfonsina Storni" en Estación Ascensión.
- Centro Educativo Complementario N.º 802 en Estación Ascensión.

## Subcomisaria
El día 16 de abril de 1927 se dio por habilitada esta repartición oficial.

## Asociación de Bomberos Voluntarios de Ascensión
En agosto del año 1996, vecinos de Ascensión, iniciaron los cimientos de la Asociación de Bomberos Voluntarios. El 19 de septiembre de 1998 se procedió a la inauguración del cuartel de bomberos de la ciudad.

## Club Social Deportivo Ascensión
El Club Social Deportivo Ascensión, es una institución que nació al calor popular del progresista pueblo de Ascensión, el 28 de agosto de 1927 y como continuidad del antiguo Club Social (fundado el 1 de septiembre de 1919, fundamentando esencialmente su accionar en la faz familiar y deportiva, desarrolla sus actividades en su sede social ubicada en el centro urbano de la ciudad frente a la Plaza Vicente López cuenta con un amplio gimnasio cubierto, cancha de bochas, etc. Un amplio campo de deportes corona el esplendor del Club, con un estadio imponente, natatorio, salón para eventos, cancha de tenis y amplia arboleda con parrillas para disfrutar de un hermoso día al aire libre.
Además cuenta con una Asociación Mutual en Ascensión y otra en la ciudad de Junín en un edificio con historia nacional.

## Singlar Club de Ascensión
El club Singlar nace en Ascensión en el 15 de abril del año 1926, por iniciativa de un grupo de jóvenes de la localidad. Su estadio se encuentra en calle Córdoba y en el camino de acceso a al barrio La Estación .En las actividades deportivas que se desarrollan cabe destacar al fútbol (para menores y para mayores), hockey , tenis, bocha y prácticas aeróbicas.

## Cooperativa de Obras y Servicios Públicos de Ascensión
- Fue creada el 17 de enero de 1979, aportando servicios esenciales para comunidad.
- El 20 de septiembre de 1982 se comienza a dar servicio de agua potable.
- En 1990 se comienza a dar el servicio telefónico.
- En enero del año 1999 se da servicio de cloacas a la comunidad de Ascension.
- La cooperativa además impulsó la pavimentación del acceso al cementerio, la primera etapa se concretó en 1981 y se completó en el año 1994.
- En la actualidad de la década del año 2010 fueron incorporados los servicios de Internet y Gas Natural.

## Cooperativa Agrícola Ganadera Limitada de Ascensión
Esta cooperativa se creó el 15 de julio de 1941 por un grupo de emprendedores y productores.
La actividad que desarrolla principalmente es el acopio de cereales y oleaginosas, proveyendo de semillas clasificadas y aprobadas a sus socios. Atiende a sus asociados con la provisión de mercaderías de consumo en general, combustibles y lubricantes, además brinda la posibilidad de contratar seguros.
La cooperativa es una de las más importantes de la región, está muy bien considerada en el ranking de la Asociación de Cooperativas Argentinas.
A su vez dentro de su estructura encontramos a la Juventud Agraria Cooperativista, constituida por jóvenes emprendedores, que buscan sin interés personal, trabajar en beneficio de la comunidad.

## Liga Deportiva de General Arenales
Fue constituida oficialmente en el año 1969, al afiliarse a la Asociación del Fútbol Argentino, anteriormente a este gran paso funcionaba como liga independiente.

## Fiestas anuales
- 1 de febrero: Aniversario de la fundación de Ascensión.
- 3 de junio: Fiestas Patronales.
- Fines de Febrero Festival Ascensión Vuelve A Cantar
- 10 de octubre: fiesta de la torta frita.

## Parroquias de la Iglesia católica en Ascensión
| Diócesis  | San Nicolás de los Arroyos |
| --------- | -------------------------- |
| Parroquia | Ascensión del Señor        |